# Der Biberpelz (1962)
Der Biberpelz ist eine Verfilmung des gleichnamigen Theaterstücks (Untertitel: Eine Diebskomödie) von Gerhart Hauptmann.

## Handlung
Die Handlung entspricht der literarischen Vorlage:
Mutter Wolff versucht, als Wäscherin ihren Mann und ihre beiden Töchter über die Runden zu bringen und die Schulden für das kleine Haus abzubezahlen. Um aus den ärmlichen Verhältnissen herauszukommen, schreckt sie auch vor Diebstählen und Hehlereien nicht zurück, zu denen sie auch ihren Mann Julius überredet. Und so kommt dem wohlhabenden Herrn Krüger ein neuer Biberpelz abhanden, weil der Schiffer Wolkow durchblicken lässt, dass er für einen solchen Pelz einen guten Preis zahlen würde.
Für die Aufklärung des Diebstahls ist der Amtsvorsteher von Wehrhahn zuständig. Der ist aber viel zu sehr damit beschäftigt, einen ihm politisch missliebigen Mitbürger, Herrn Fleischer, ausspionieren zu lassen. Der unerfahrene und sehr von sich eingenommene Wehrhahn übersieht oder missachtet einige Hinweise, und so bleibt der Diebstahl unaufgeklärt und Mutter Wolff wird ihr Häuschen bald abbezahlen können.

## Produktion
Anlässlich des 100. Geburtstags Gerhart Hauptmanns verfilmte der Norddeutsche Rundfunk den Biberpelz sowie dessen Fortsetzung Der rote Hahn. Auch in der Fortsetzung führt John Olden Regie und dessen Ehefrau Inge Meysel spielte die Hauptrolle. Die beiden Filme wurden am 27. und am 29. März 1962 zum ersten Mal ausgestrahlt.

## Rezeption
Die Fernsehzeitschrift Gong beschrieb Inge Meysels Darstellung der Mutter Wolff wie folgt:

„Die Wolffen des ‚Biberpelz‘ kommt so gut weg, dass ihre verbrecherische Natur kaum ganz ins Bewusstsein dringt. Man kann sie als eine abgefeimte Diebin und geduckte Kreatur spielen, deren Plumpvertraulichkeiten nichts als Frechheiten sind. Man kann sie aber so charmant darstellen, als einen Prachtmenschen mit kleinen Fehlern, [...] So stellt Inge Meysel sie im ‚Biberpelz‘ auf die Beine: jung noch, sehr sicher, sehr temperamentvoll, mit burschikoser Herzensgüte, eine handfeste, aber verständisvolle Mutter und Ehefrau.“